# Air Sinai
Air Sinai startades 1982 som ett dotterbolag till Egyptair för att kunna flyga till Israel utan att Egyptair skulle bli bojkottade i Mellanöstern. Dessa rutter flögs tidigare av Nefertiti Aviation. 
Air Sinai flög en gång i veckan mellan Kairo och Ben Gurion International Airport i Tel Aviv med en diskret målad Boeing 727-200 som leasats från Egyptair. På grund av den spända situationen mellan länderna visades avgången dock inte på flygplatsernas bildskärmar.
Bolaget flög även till egyptiska turistorter med två inhyrda Embraer 170. De har även flugit Boeing 707-320C, och Fokker F27 Friendship.
Bolaget lades ned i oktober 2021 i samband med att Egyptair började flyga till Israel under eget namn.